# عطية بن صالح بن مرداس
عطية بن صالح بن مرداس (يوليو 1073) أبو ذؤابة ويلقب بأسد الدولة.
أمير من بني مرداس، كانت له حلب تولاها استقلالا بعد وفاة أخيه (ثمال) سنة 454 هـ وبعهد منه .
حدثت في أيامه فتنة بين أهل حلب والترك المقيمين فيها وأكثرهم من جنده فخرج رؤساء الترك إلى حران وفيها محمود بن نصر بن صالح بن مرداس ابن أخي عطية فأعانوه على مهاجمة عمه عطية فامتلكها سنة 457 هـ ولحق عطية بالرقة فملكها مدة وتغلب عليه شرف الدولة مسلم بن قريش سنة 463 هـ فانصرف عطية إلى بلاد الروم فمات بالقسطنطينية .